# Juncus cordobensis
Juncus cordobensis là một loài thực vật có hoa trong họ Juncaceae. Loài này được Barros mô tả khoa học đầu tiên năm 1957.